# اولهله
اولهله (به چکی: Úlehle) یک منطقهٔ مسکونی در جمهوری چک است که در شهرستان استراکونیتسه واقع شده‌است.
 اولهله ۶٫۵۵ کیلومتر مربع مساحت و ۱۰۴ نفر جمعیت دارد و ۵۱۳ متر بالاتر از سطح دریا واقع شده‌است.